# Mariann Mortensen
Mariann Mortensen (* 24. August 1951 in Vega) ist eine ehemalige norwegische Fußballspielerin, die fünfmal den NM-Cup gewann, seinerzeit gleichbedeutend mit der Meisterschaft. Im Jahr 1987 gewann sie mit der Nationalmannschaft den Europameistertitel.

## Karriere

### Verein
Mortensen spielte im Seniorinnenbereich ausschließlich für den Mehrspartensportverein Idrottslaget i Bondeungdomslaget (dt. Sportmannschaft der Bauernjugend). Mit der Fußballabteilung gewann sie mit den Pokalsiegen in den Spieljahren 1978, 1979, 1980, 1982 und 1983 – die als (Pokal)-Meisterschaft gewertet werden – auch (in Turnierform) die Meisterschaft, da diese erst ab der Spielzeit 1984 offiziell und im Ligasystem für Frauen ausgerichtet wurde.

### Nationalmannschaft
Mortensen kam als Nationalspielerin für den NFF von 1978 bis 1987 in 45 Länderspielen zum Einsatz. Davon entfielen 15 auf ihre Teilnahmen an den letzten fünf – seit dem Jahr 1974 ausgetragenen – Turnieren um die Nordische Meisterschaft, elf auf in Freundschaft ausgetragene Einsätze, zwölf auf EM-Qualifikationsspiele (Gruppe 1 1982/83, Gruppe 1 1984–1986) sowie zwei auf die EM-Finalrunde mit dem abschließenden Titelgewinn am 14. Juni 1987 in Oslo.
Mit ihrer Mannschaft nahm sie ferner an der in Italien ausgetragenen Inoffiziellen Europameisterschaft teil. Sie wurde am 20. und 22. Juli 1979 jeweils in Neapel beim 4:1-Sieg über die Nationalmannschaft Nordirlands und bei der 1:2-Niederlage gegen die Nationalmannschaft Italiens eingesetzt und hatte am später errungenen dritten Platz Anteil. Im Turnier um den Nordamerika-Pokal 1987 wurde sie in drei Spielen berücksichtigt und trug mit dem 1:0-Sieg über die US-amerikanische Nationalmannschaft am 11. Juli in Blaine ebenfalls zum dritten Platz bei – es war zugleich ihr 45. und letztes Länderspiel.
Ihr Debüt erfolgte mit dem ersten Spiel im Turnier um die Nordische Meisterschaft 1978 mit der 1:2-Niederlage gegen die Nationalmannschaft Schwedens am 7. Juli 1978 in Kolding. Ihr erstes Länderspieltor gelang ihr am 2. Mai 1984 in Helmstedt im ersten Aufeinandertreffen mit der Nationalmannschaft Deutschlands; beim 4:1-Sieg traf sie zum 3:1 in der 49. Minute. Ihr zweites erzielte sie am 27. Oktober desselben Jahres in Delsberg beim 2:0-Sieg über die Schweizer Nationalmannschaft mit dem Treffer zur 1:0-Führung.

## Erfolge
Nationalmannschaft
- Europameister 1987
- Turnierdritter Nordamerika-Pokal 1987
- Dritter Inoffizielle Europameisterschaft 1979

IL i Bul
- Norwegischer Pokal-Meister 1978, 1979, 1980, 1982, 1983